# Neopasiphae mirabilis
Neopasiphae mirabilis là một loài Hymenoptera trong họ Colletidae. Loài này được Perkins mô tả khoa học năm 1912.

## Hình ảnh

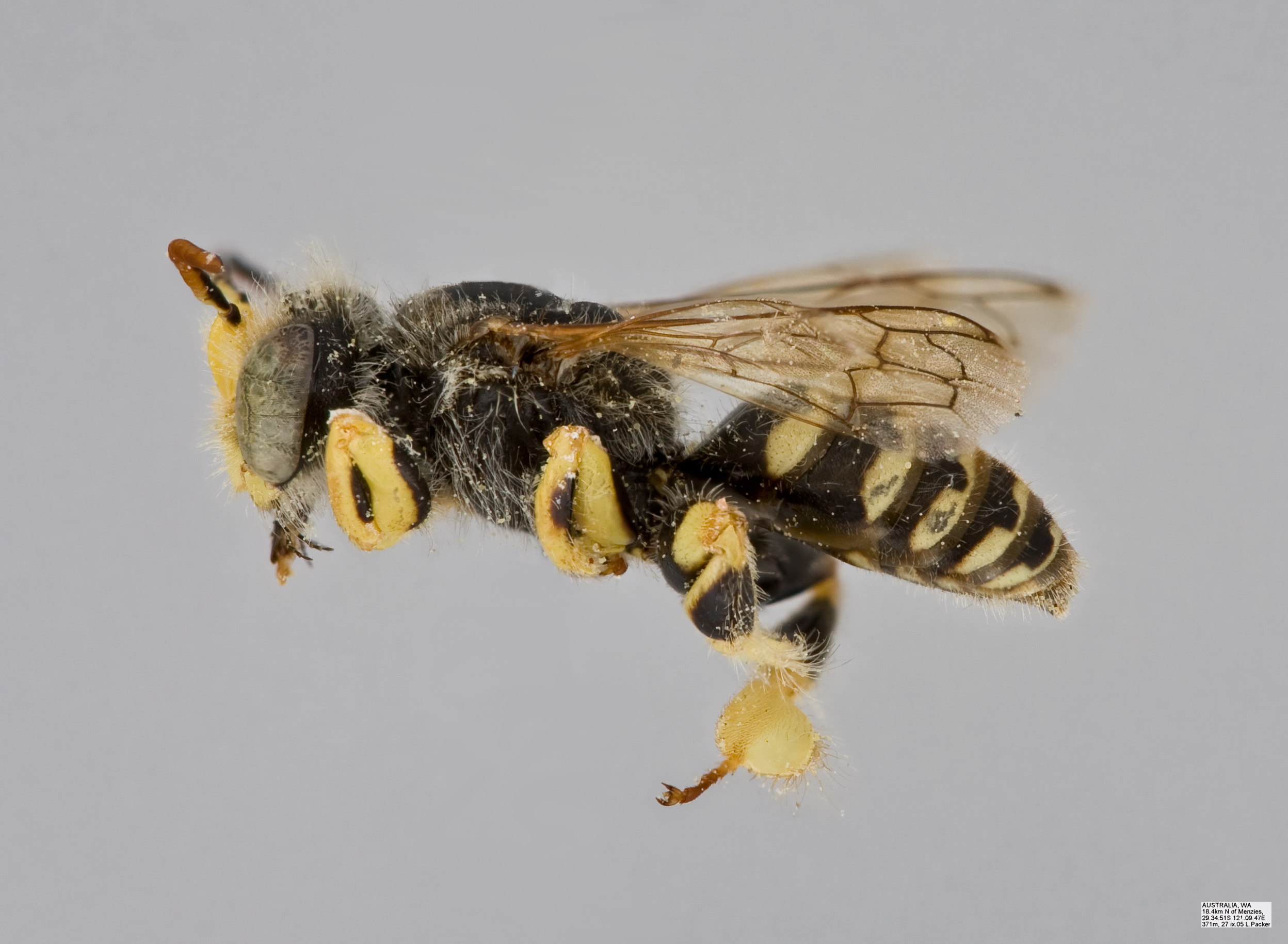